# Pithecellobium unguis-cati
Pithecellobium unguis-cati, im Deutschen manchmal auch Katzenkralle genannt, ist eine Art in der Unterfamilie der Mimosengewächse. Sowohl der Name Katzenkralle als auch das Artepitheton unguis-cati verweisen auf die spitzen Doppeldornen der Blattbasen.

## Beschreibung
Pithecellobium unguis-cati ist ein immergrüner, meist mehrstämmiger Baum, der eine Wuchshöhe von 6 bis 8 Metern erreicht und eine breite, unregelmäßige Krone bildet. Der Stammdurchmesser beträgt 17 bis 20 Zentimeter. Unter ungünstigen Bedingungen entwickelt er sich als Strauch von maximal 3 Metern Höhe und bildet dichte Dickichte. An einigen Standorten kann er kurzzeitig auch alle Blätter verlieren. Die Borke wird als grau oder rötlich braun beschrieben. Sie ist 6 Millimeter dicken und an jüngeren Bäumen mit hellen Korkporen bedeckt. Das Holz ist hart und schwer, es hat einen roten bis hellbraunen Kern und einen schmalen, gelben Splint. Die Zweige sind gerieft und wachsen oft zickzack-förmig. Sowohl am Stamm als auch an Zweigen und den Blattbasen werden spitze, bis zu 1,2 Zentimeter lange, paarig angeordnete Dornen gebildet. Der Blattstiel ist dünn. Das Blatt besteht aus vier kahlen, breit ovalen und ganzrandigen Fiederblättchen. Ein einzelnes Fiederblättchen wird 1,2 bis 5 Zentimeter lang und 1 bis 2,5 Zentimeter breit. 
Die Blüten sind polygam und bilden hellgelbe bis blasrosafarbene, kugelige und etwa 2 Zentimeter durchmessende Köpfchen aus zehn bis zwölf Einzelblüten. Die Einzelblüten sind ungestielt und haben einen röhrenförmigen, etwa 1,2 Millimeter langen Kelch und eine fünflappige 4,5 Millimeter lange Kronröhre. Es werden zahlreiche fadenförmige, hellgelbe Staubblätter gebildet, die etwa 1,5 Zentimeter lang werden. Der Stempel hat einen langen fädigen Griffel. 
Die Früchte sind bogig gekrümmte Hülsen von 5 bis 12,5 Zentimeter Länge und 0,6 bis 1,2 Zentimeter Breite. Zur Reifezeit sind sie außen rot bis dunkelbraun gefärbt, die Innenseiten sind rot. Die Samen haben eine glänzend schwärzliche Farbe und sind etwa 8 Millimeter lang.
Die Chromosomenzahl beträgt 2n = 26.

## Verbreitung und Standortansprüche
Die Art kommt auf den Westindischen Inseln vor, auf den Bahamas, Kuba, Puerto Rico bis nach Trinidad und Tobago. Weitere natürliche Vorkommen gibt es Mexiko, in Mittelamerika und in Kolumbien, Guyana und Venezuela. In den Vereinigten Staaten wurde sie eingebürgert.
Die Katzenkralle wächst auf trockenen, sandigen Standorten in Küstennähe.

## Verwendung
Der Baum hat keine wirtschaftliche Bedeutung. In Florida wird er als Zier- und Heckengehölz verwendet.

## Nachweise